# Binnendijks zilt grasland
Binnendijks zilt grasland is een natuurdoeltype wat voorkomt rondom zeedijken in de vorm van zoutmoerassen. In verziltende polders komt het natuurdoeltype voor in de vorm van zilt grasland. De bodem is nat, meso-eutroof tot eutroof en kent een neutrale pH-waarde. De bodem bestaat uit vaaggronden met zand, zavel of klei als moedermateriaal. De watertoevoer van binnendijks zilt grasland is afkomstig van het grondwater en van regenwater. Het grondwater wat de voornaamste bron van water is voor de vegetatie bestaat uit zoute kwelstromen die ervoor zorgen dat het water minstens een zoutgehalte van 1000 mg chloride per liter bevat. Door regenval kan deze waarde tijdelijk lager liggen. Binnendijks zilt grasland wordt gemaaid of beweid. Het land overstroomt zelden.

## Plantengemeenschappen
Binnen het natuurdoeltype binnendijks zilt grasland kunnen meerdere plantengemeenschappen voorkomen. Niet alle plantengemeenschappen hoeven tegelijk voor te komen binnen het natuurdoeltype.
| Nederlandse naam                                      | Wetenschappelijke naam                                      |
| ----------------------------------------------------- | ----------------------------------------------------------- |
| associatie van varkenskers en schijfkamille           | Coronopodo-Matricarietum                                    |
| associatie van aardbeiklaver en fioringras            | Trifolio fragiferi-Agrostietum stoloniferae                 |
| associatie van kattendoorn en zilte zegge             | Ononido-Caricetum distantis                                 |
| strandmelde-associatie                                | Atriplicetum littoralis                                     |
| associatie van Engels slijkgras                       | Spartinetum townsendii                                      |
| associatie van langarige zeekraal                     | Salicornietum dolichostachyae                               |
| associatie van kortarige zeekraal                     | Salicornietum brachystachyae                                |
| schorrenkruid-associatie                              | Suaedetum maritimae                                         |
| associatie van gewoon kweldergras                     | Puccinellietum maritimae                                    |
| associatie van stomp kweldergras                      | Puccinellietum distantis                                    |
| associatie van blauw kweldergras                      | Puccinellietum fasciculatae                                 |
| associatie van bleek kweldergras                      | Puccinellietum capillaris                                   |
| zeegerst-associatie                                   | Parapholido strigosae-Hordeetum marini                      |
| associatie van zilte rus                              | Juncetum gerardii                                           |
| associatie van strandkweek en heemst                  | Oenantho-Althaeetum                                         |
| rompgemeenschap met heen                              | RG Agrostis stolonifera-Glaux maritima-[Asteretea tripolii] |
| rompgemeenschap met schorrezoutgras                   | RG Aster tripolium-[Puccinellion maritimae]                 |
| associatie van ganzenvoeten en beklierde duizendknoop | Chenopodietum rubri                                         |
| moerasmelkdistel-associatie                           | Soncho-Epilobietum hirsuti                                  |
| associatie van strandkweek en heemst                  | Oenantho-Althaeetum                                         |